# Alexandre de Lavrignais
Alexandre Auguste Gustave Robiou de Lavrignais est un homme politique français né le 2 septembre 1805 à Santiago de Cuba (Cuba) et mort le 11 juin 1886 au château de Bois Chevalier à Legé (Loire-Atlantique).

## Biographie
Il est le fils de Claude Benjamin Robiou de Lavrignais et de Louise de Santo-Domingo. Marié à Claudine de Martineng, fille de l'amiral André de Martineng : de ce mariage est né Henri de Lavrignais. Il se marie en secondes noces à Adeline Le Page du Bois-Chevalier.
Étudiant à Nantes, il entre à l'École polytechnique et en sort ingénieur du génie maritime. Il est directeur des constructions navales, puis directeur du matériel au ministère de la Marine pendant la guerre de Crimée. Membre du Conseil de l'Amirauté, il prend sa retraite en 1875 comme inspecteur général du génie maritime. 
Il est conseiller général de la Loire-Inférieure (canton de Legé) de 1871 à sa mort en 1886. 
Il est sénateur de la Loire-Inférieure de 1876 à 1886, siégeant sur les bancs monarchistes.
Il parvient au grade de commandeur de l'ordre national de la Légion d'honneur le 1er janvier 1857.

## Sources
- « Alexandre de Lavrignais », dans Adolphe Robert et Gaston Cougny, Dictionnaire des parlementaires français, Edgar Bourloton, 1889-1891 [détail de l’édition]
- François Naud, Revue de la ville de Saint-Herblain Histoire et Mémoires locales, départementales, régionales, n°17-18, 9ème année,  année 2002, étude intitulée 1876: Les trois premiers sénateurs élus par le département de Loire-Inférieure, p.83 à 108,  (ISSN 1256-611X).